# Мы встретимся снова
«Мы встретимся снова» (вьет. Đến hẹn lại lên) — фильм режиссёра Чан Ву, вышел на экраны в Северном Вьетнаме в 1974 году. Известны также другие переводы названия этого фильма на русский язык: «До встречи, любимый» и «Не опоздай на свидание».

## Сюжет
Фильм рассказывет о судьбе девушки из народа вьетов с севера Вьетнама из дельты Красной реки.
Начало 1970-х годов. Художник, делающий зарисовки на народном празднике в лагере северовьетнамской армии во время Второй Индокитайской войны, вдруг слышит прекрасное женское пение. Он узнает голос и женщину по имени Нет и вспоминает о её молодости.
Начало 1940-х годов. Вьетнам все ещё в составе Французского Индокитая, но в связи с событиями в Европе власть французов в Индокитае постепенно переходит в руки японских оккупантов.
Девушка Нет и парень Ти любят друг друга. Но они могут только петь о своей любви, встречаясь на народных праздниках, вместе им быть не суждено, так как они из слишком бедных семей. Местные богачи уже давно приметили красавицу Нет и пользуясь случаем её насильно заставляют выйти замуж за сына землевладельцев. Не в силах смириться со своей несчастной долей Нет пытается бежать.
Революционные изменения в стране в августе 1945 года, борьба народа против ненавистных французов и японцев, помогают Нет встретиться с любимым Ти. Но это была короткая встреча. Откликнувшись на призыв национально-освободительного движения «Вьетминь», Ти присоединяется к коммунистам, провозгласившим создание Демократической Республики Вьетнам. Его путь лежит на фронт, на новую войну.

## В ролях
- Ньы Куинь — Нет[6]
- Као Кхыонг — Бинь

## Награды
- В 1975 году — «Золотой Лотос» на 3-м Вьетнамском кинофестивале в Хайфоне.
- В 1976 году — Специальный приз на Международном кинофестивале в Карловых Варах (Чехословакия)[4].